# Groupe Edmond de Rothschild
Ne doit pas être confondu avec Banque Rothschild ou Rothschild & Cie.
Le groupe Edmond de Rothschild est un groupe bancaire spécialisé dans la banque privée et la gestion d'actifs basé à Genève, en Suisse et indépendant, le groupe gère 29 implantations dans 14 pays et compte 158 milliards CHF sous gestion (2022).
Le groupe, fondé en 1953 à Paris par le baron Edmond de Rothschild, comprend également la division Edmond de Rothschild Heritage qui réunit ses activités art de vivre (vin, gastronomie, hôtels de luxe, fromageries, exploitations agricoles), les Fondations Edmond de Rothschild qui assurent les ambitions philanthropiques de la famille, et Gitana Team, écurie de course nautique au large. Ariane de Rothschild est CEO et Cynthia Tobiano vice-CEO depuis mars 2023.

## Historique

### Genèse et premières années (1953-1996)
Le baron Edmond de Rothschild fonde, en 1953, la Compagnie financière (LCF) Edmond de Rothschild à Paris. Elle se développe rapidement, et, en 1961, rachète 34 % des parts du Club Med. En 1965, la Banque Privée Edmond de Rothschild (BPER) est créée à Genève, puis au Luxembourg en 1969,.
En 1969, BPER crée le modèle de fonds de fonds (fund of funds) pour investir dans d'autres fonds d'investissement plutôt que directement dans des valeurs mobilières. En 1970, LCF Edmond de Rothschild obtient le statut de banque en France. De 1977 à 1993, la Compagnie Financière est dirigée par Bernard Esambert. En 1985, LCF entre dans le capital de Monceau Fleurs avant que les fondateurs du groupe en rachètent toutes les parts.
En 1991, Banca Privata Edmond de Rothschild et Banca Solari & Blum S.A. se rapprochent pour créer Edmond de Rothschild S.A. Lugano. En 1992, LCF gère plus de $2 milliards d'actifs et ouvre une succursale à Hong Kong.

### Accélération et développement (1997-2016)
En septembre 1997, la structure du groupe franco-helvétique est simplifiée. Deux mois plus tard, Edmond de Rothschild décède et son fils Benjamin de Rothschild lui succède à la tête de LCF Edmond de Rothschild. En mai 1999, dans le but de développer les fusions-acquisitions transfrontalières européennes, LCF signe un accord tripartite avec l'allemand Sal. Oppenheim et l'italien Euromobiliare. En Suisse, BPER réalise un résultat record avec une progression annuelle de 53% de ses actifs en gestion, dépassant la barre des 40 milliards de francs.
En 2000, LCF lance un fonds d'investissement en Israël spécialisé dans les startups nouvelles technologies. En 2001, elle lance sa banque en ligne et ouvre des bureaux à Bordeaux. En 2002, LCF crée la structure de capital-investissement Capital Partners. En 2006, LCF, à travers BPER, s'associe à Nikko Cordial Securities pour créer le premier family office au Japon, LCF Edmond de Rothschild Nikko Cordial. En Europe, la Compagnie Financière se développe en Belgique. En octobre 2010, le groupe inaugure de nouveaux bureaux à Lille, achevant ainsi sa stratégie d'implantation régionale dans l'Hexagone démarrée 10 ans plus tôt à Bordeaux (sept succursales provinciales ont été créées).
En 2010, La Compagnie financière Edmond de Rothschild devient le groupe Edmond de Rothschild. Son blason est modernisé. En 2011, Christophe de Backer prend la direction générale du groupe.
En 2011, le groupe Edmond de Rothschild rejoint le programme UNEPFI, porte sa participation dans Zhonghai à 25%, et annonce l'ouverture d'un bureau à Dubaï pour se développer au Moyen-orient. En 2012, le groupe est présent dans 30 pays avec 125 milliards d'euros d'actifs en gestion. En 2013, le groupe ouvre un bureau à Londres.

### Maturité et unification (2014 - aujourd'hui)
En 2014, toutes les entités du groupe sont rassemblées sous la marque unique Edmond de Rothschild. En 2015, Ariane de Rothschild est nommée Présidente du comité exécutif de la nouvelle structure, la première femme à la tête d'une enseigne de la lignée Rothschild.
Le groupe Edmond de Rothschild développe ses activités de gestion immobilière avec l'acquisition d'Orox Asset Management en 2014, Cleaveland en 2016 et Cording en 2017. En 2015, le groupe Edmond de Rothschild ouvre un bureau au 20 boulevard Rothschild à Tel-Aviv. En 2016, le groupe ouvre une succursale à Lugano dans le canton du Tessin. En novembre 2016, la Société française des hôtels de montagne (SFHM) qui réunit les activités art de vivre du groupe, devient Edmond de Rothschild Heritage.
En 2019, la famille Rothschild retire de la cote Edmond de Rothschild (Suisse) S.A. et détient désormais 100% du capital. Ariane de Rothschild est nommée à la présidence du conseil d'administration et Vincent Taupin prend la tête du comité exécutif. En janvier 2021, Benjamin de Rothschild décède, laissant sa femme Ariane de Rothschild seule aux commandes du groupe. En juin 2021, François Pauly remplace Vincent Taupin au poste de CEO du groupe. Fin 2021, au Royaume-Uni, le groupe crée une structure de gestion de fortune avec la banque privée Hottinger Group,. En mars 2023, Ariane de Rothschild prend la tête de l'exécutif en tant que CEO et Yves Perrier prend la présidence du groupe.

## Description

### Activités bancaires
Au 31 décembre 2022, le groupe Edmond de Rothschild compte 2 500 salariés, 29 implantations dans 14 pays et 3 centres de gestion internationaux : à Genève, Luxembourg et Paris. Le groupe compte 158 milliards CHF d'actifs sous gestion (2022) et présente un ratio de solvabilité de 22%.
Le groupe Edmond de Rothschild se spécialise dans les métiers suivants :
- Banque privée
- Gestion d'actifs (asset management)
- Immobilier (Cogifrance[46])
- Capital-investissement (private equity), avec Andera Partners (dénommé EdRIP jusqu'en 2018)
- Finance d'entreprise (corporate finance)
- Administration de fonds

### Activités non-bancaires

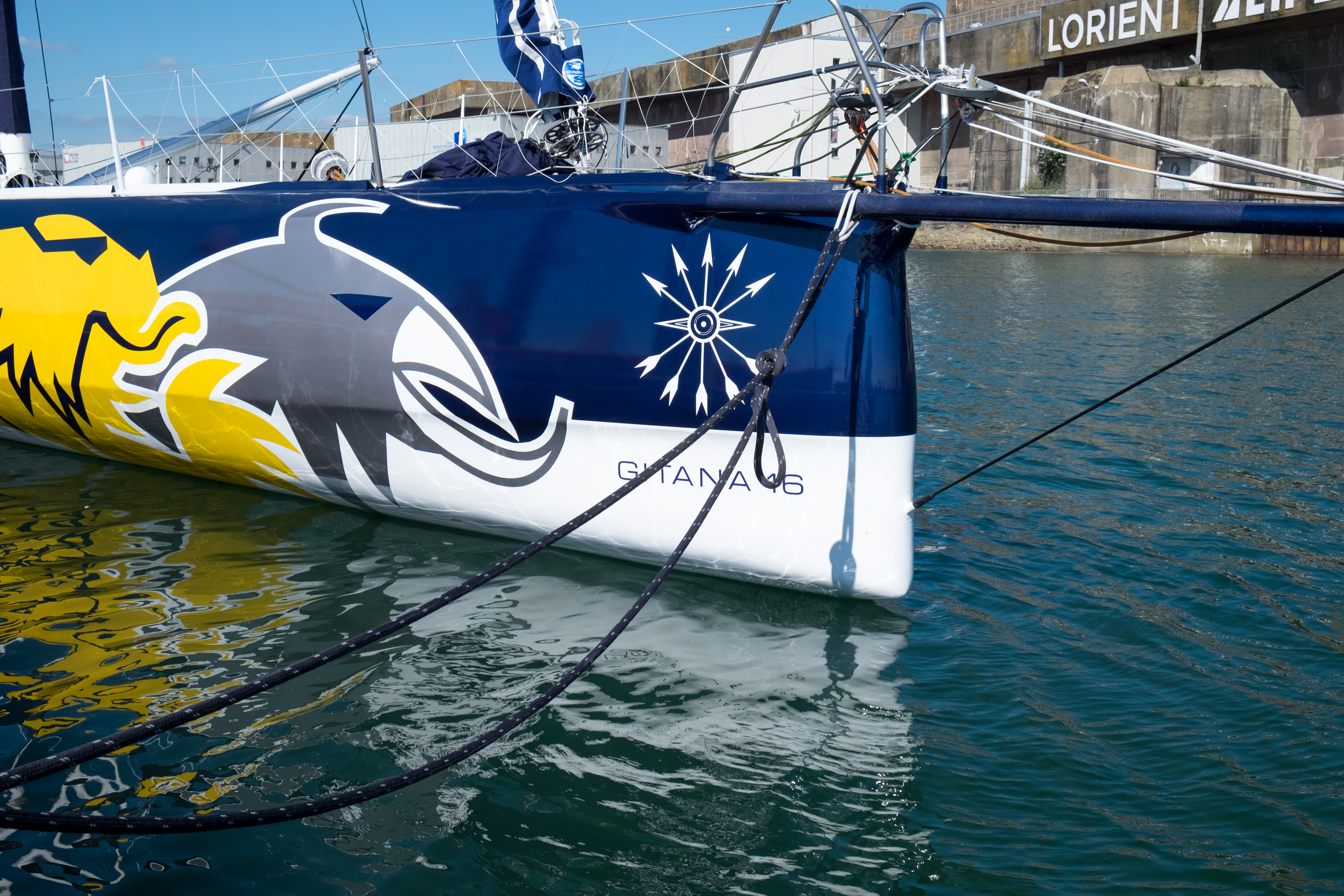
Étrave Gitana 16.

- Edmond de Rothschild Heritage (activités art de vivre) : Vins[47] (Château Clarke, Château des Laurets, Château Malmaison, Flechas de los Andes, Rimapere, Rupert and Rothschild Vignerons, Macán, Champagne Barons de Rothschild, Château Lafite Rothschild), gastronomie (le 1920, Kaïto, L'Auberge de la Cote 2000), hôtels de luxe (Châlet du Mont d'Arbois, Four Seasons Hotel Megève, La Ferme du Golf), fromageries (Brie de Meaux, Coulommiers, Merle Rouge), exploitations agricoles (miel, huile d'olive, terrine, confiture).

- Fondations Edmond de Rothschild : Réseau philanthropique international de fondations évoluant dans les domaines de l'art, l'entrepreneuriat, la santé et l'expertise philanthropique[48].
- Gitana Team : Équipe sportive de haut niveau de course à la voile créée par Benjamin de Rothschild en 2001[49],[50].

## Gouvernance

### Présidence du CA
- Depuis 2019 : Ariane de Rothschild
- 1997-2019 : Benjamin de Rothschild
- 1953-1997 : Edmond de Rothschild

### Comité exécutif
- Ariane de Rothschild (CEO)[51]
- Cynthia Tobiano (vice-CEO)[51]
- Benoit Barbereau (Chief Operating Officer)
- Christophe Caspar (Head of Asset Management)
- Philippe Cieutat (Chief Financial Officer)[52]
- Pierre-Étienne Durand (Head of Strategy)
- Stéphane Voyer (Head of Human Resources)
- Hervé Ordioni (Head of Private Banking)[53]
- Jean-Christophe Pernollet (Chief Risk / Legal / Compliance Officer)